# Solide de Catalan

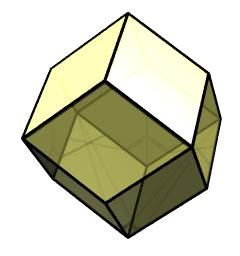
Un dodécaèdre rhombique

En mathématiques, un solide de Catalan ou dual archimédien, est un polyèdre dual d'un solide d'Archimède. Les solides de Catalan ont été nommés ainsi en l'honneur du mathématicien belge Eugène Catalan qui, en 1865, fut le premier à les étudier de manière systématique et les décrire et représenter avec soin et minutie.
Les solides de Catalan sont tous convexes. Ils sont de faces uniformes mais non de sommets uniformes, en raison du fait que les duaux archimédiens sont de sommets uniformes et non de faces uniformes. À la différence des solides de Platon et des solides d'Archimède, les faces des solides de Catalan ne sont pas des polygones réguliers. En revanche, les figures de sommets des solides de Catalan sont régulières, et ont des angles dièdres égaux. De plus, deux des solides de Catalan ont des arêtes uniformes : le dodécaèdre rhombique (de première espèce)  et le triacontaèdre rhombique. Ceux-ci sont les duaux des deux solides d'Archimède quasi-réguliers.
Comme leurs partenaires duaux archimédiens, il existe deux solides de Catalan chiraux, ou gyroèdres : l'icositétraèdre pentagonal et l'hexacontaèdre pentagonal. Chacun d'eux a deux formes énantiomorphes. Sans compter ces versions énantiomorphes, il existe 13 solides de Catalan au total.
| Nom(s)                                           | Image                                                            | Dual (solide d'Archimède)  | Faces | Arêtes | Sommets | Polygone de face                | Symétrie | Angle dièdre                                                                       |
| ------------------------------------------------ | ---------------------------------------------------------------- | -------------------------- | ----- | ------ | ------- | ------------------------------- | -------- | ---------------------------------------------------------------------------------- |
| Triakitétraèdre                                  | Triakitétraèdre                                                  | Tétraèdre tronqué          | 12    | 18     | 8       | Triangle isocèle V3.6.6         | Td       | {\displaystyle \arccos {\biggl (}-{\frac {7}{18}}{\biggl )}} ≈ 113°                |
| Dodécaèdre rhombique                             | Dodécaèdre rhombique                                             | Cuboctaèdre                | 12    | 24     | 14      | Losange V3.4.3.4                | Oh       | 120°                                                                               |
| Triakioctaèdre                                   | Triakioctaèdre                                                   | Cube tronqué               | 24    | 36     | 14      | Triangle isocèle V3.8.8         | Oh       | {\displaystyle \arccos {\biggl (}-{\frac {3+8{\sqrt {2}}}{17}}{\biggl )}} ≈ 147°   |
| Tétrakihexaèdre                                  | Tétrakihexaèdre                                                  | Octaèdre tronqué           | 24    | 36     | 14      | Triangle isocèle V4.6.6         | Oh       | {\displaystyle \arccos {\biggl (}-{\frac {4}{5}}{\biggl )}} ≈ 143°                 |
| Icositétraèdre trapézoïdal                       | Icositétraèdre trapézoïdal                                       | Petit rhombicuboctaèdre    | 24    | 48     | 26      | Cerf-volant V3.4.4.4            | Oh       | {\displaystyle \arccos {\biggl (}-{\frac {7+4{\sqrt {2}}}{17}}{\biggl )}} ≈ 138°   |
| Hexakioctaèdre                                   | Hexakioctaèdre                                                   | Grand rhombicuboctaèdre    | 48    | 72     | 26      | Triangle scalène V4.6.8         | Oh       | {\displaystyle \arccos {\biggl (}-{\frac {71+12{\sqrt {2}}}{97}}{\biggl )}} ≈ 155° |
| Icositétraèdre pentagonal (deux formes chirales) | Icositétraèdre pentagonal (Sah) · Icositétraèdre pentagonal (Sh) | Cube adouci                | 24    | 60     | 38      | Pentagone irrégulier V3.3.3.3.4 | O        | ≈ 136°                                                                             |
| Triacontaèdre rhombique                          | Triacontaèdre rhombique                                          | Icosidodécaèdre            | 30    | 60     | 32      | Losange V3.5.3.5                | Ih       | ≈ 144°                                                                             |
| Triaki-icosaèdre                                 | Triaki icosaèdre                                                 | Dodécaèdre tronqué         | 60    | 90     | 32      | Triangle isocèle V3.10.10       | Ih       | {\displaystyle \arccos {\biggl (}-{\frac {24+15{\sqrt {5}}}{61}}{\biggl )}} ≈ 161° |
| Pentakidodécaèdre                                | Pentakidodécaèdre                                                | Icosaèdre tronqué          | 60    | 90     | 32      | Triangle isocèle V5.6.6         | Ih       | {\displaystyle \arccos {\biggl (}-{\frac {80+9{\sqrt {5}}}{109}}{\biggl )}} ≈ 157° |
| Hexacontaèdre trapézoïdal                        | Hexacontaèdre trapézoïdal                                        | Petit rhombicosidodécaèdre | 60    | 120    | 62      | Cerf-volant V3.4.5.4            | Ih       | ≈ 154°                                                                             |
| Hexaki icosaèdre                                 | Hexaki icosaèdre                                                 | Grand rhombicosidodécaèdre | 120   | 180    | 62      | Triangle scalène V4.6.10        | Ih       | ≈ 164°                                                                             |
| Hexacontaèdre pentagonal (deux formes chirales)  | Hexacontaèdre pentagonal (Sha) · Hexacontaèdre pentagonal (Sa)   | Dodécaèdre adouci          | 60    | 150    | 92      | Pentagone irrégulier V3.3.3.3.5 | I        | ≈ 153°                                                                             |

## Généralisation
La notion de solides de Catalan peut être étendue aux polytopes. Ainsi, en dimension 4, on parlera de polychore de Catalan.